# Iván Shapoválov
Iván Nikoláievich Shapoválov (En ruso: Иван Николаевич Шаповалов, nació el 28 de mayo de 1966). es un productor musical ruso. Es mayormente conocido por ser el fundador y exproductor ejecutivo de t.A.T.u..

## Primeros años y carrera
Shapoválov nació en Kótovo, óblast de Volgogrado, RSFS de Rusia. Es fruto de un padre artista, (Nikolái Aleksándrovich Shapoválov) y de una madre profesora de física (Nadezhda Ríchardovna). Se inspiró en su madre para asistir a una escuela de física.
En 1988, Shapoválov se graduó en el Instituto de Medicina de Sarátov, para psiquiatría infantil. En Balakovo, abrió una clínica privada. De 1992 a 1999, fue director de marketing y director de publicidad, creó muchos comerciales en Rusia. Durante este tiempo, conoció a Aleksandr Voitinskyi. En este tiempo, creó un comercial para la empresa de informática R & K, cofundada por Borís Renski, de quien pronto se haría amigo. También ha formado parte de un equipo de campaña ganadora para un senador ruso.

## Carrera de Producción
En 1999, Shapoválov con Voitinskyi, Sergio Galoyan, Renski y luego con su entonces amante Elena Kiper, crearon t.A.T.u., de donde surgiría la mayor parte del éxito de Shapoválov. Dirigió el muy controvertido video musical del sencillo de t.A.T.u del 2000, "Ya Soshla S Uma" ("All the Things She Said"). Durante el proyecto, Shapoválov finalmente tuvo un enfrentamiento con Voitinskyi tanto con Kiper. Iván llevó a Lena Kátina y Julia Vólkova a la fama como su productor, con una controvertida imagen, con la producción de la compañía de producción, Neformat, que él y Renski formaron.
En 2003, Shapoválov formó el proyecto "Podnebésnaya" para desarrollar sus habilidades de productor. Terminó trabajando con muchos artistas, convirtiéndose en el productor de 7B y n.A.T.o. Ivan también es amigo de las chicas de la banda "TEMA", y ha sido citado como su productor, sin embargo, no lo es.
Sin embargo, en 2004, t.A.T.u. decidió romper con Shapoválov (y Neformat) y continuar solas. Pero t.A.T.u. pronto fue reasignado para Universal Music, y fue Borís Renski su principal productor.
A finales de agosto del 2006, Iván Shapoválov lanzó una canción titulada "Я не людоед" (Ya Ne Lyudoed, I'm Not a Cannibal).
Junto a su amigo Pável Vrublevsky es copropietario del sitio de descarga de mp3 comercial a "Mp3search.ru".